# Eleição municipal de Manaus em 1996
A eleição municipal de Manaus em 1996 ocorreu no dia 3 de outubro do mesmo ano, para a eleição de um prefeito, um vice-prefeito e mais 33 vereadores. O prefeito titular era Eduardo Braga do PPB e seu mandato terminara em 1º de janeiro do ano seguinte.
Como nenhum dos candidatos atingiram 50+1% houve segundo turno em 15 de novembro do mesmo ano entre Alfredo Nascimento (PPB) e Serafim Corrêa (PSB), vencendo a disputa eleitoral Alfredo Nascimento, governando a cidade pelo período de 1º de janeiro de 1997 a 31 de dezembro de 2000.

## Candidatos(as)
|  | Nº | Candidato(a) a prefeito | Candidato(a) a prefeito                                         | Candidato(a) a vice-prefeito | Candidato(a) a vice-prefeito                          | Coligação |
|  | -- | ----------------------- | --------------------------------------------------------------- | ---------------------------- | ----------------------------------------------------- | --- |
|  | 11 |                         | Alfredo Nascimento (PPB) Alfredo Pereira do Nascimento          |                              | Omar Aziz (PPB) Omar José Abdel Aziz                  | "Aliança do Povo" - Partido Progressista Brasileiro (PPB) - Partido Trabalhista Brasileiro (PTB) - Partido da Frente Liberal (PFL) - Partido Social Liberal (PSL) - Partido Liberal (PL) |
|  | 70 |                         | Cândido Honório (PTdoB) Cândido Honório Ferreira Filho          |                              | Jaime Bezerra (PTdoB) Jaime Bezerra                   | Partido não coligado - Partido Trabalhista do Brasil (PTdoB) |
|  | 28 |                         | Danizio Valente (PRTB) Danizio Valente Gonçalves Filho          |                              | Joaquim Martins (PRTB) Joaquim Martins                | "Força do Povo" - Partido Renovador Trabalhista Brasileiro (PRTB) - Partido Social Cristão (PSC) - Partido Social Democrata Cristão (PSDC) - Partido Republicano Progressista (PRP)      |
|  | 33 |                         | Evandro Carreira (PMN) Evandro das Neves Carreira               |                              | Etelvina Mateus (PMN) Etelvina de Lima Mateus         | Partido não coligado - Partido da Mobilização Nacional (PMN) |
|  | 15 |                         | Gilberto Mestrinho (PMDB) Gilberto Mestrinho de Medeiros Raposo |                              | Orsine Rufino (PMDB) Orsine Rufino de Oliveira Júnior | "Aliança Democrática" - Partido do Movimento Democrático Brasileiro (PMDB) - Partido Social Trabalhista (PST) - Partido Social Democrático (PSD) - Partido Verde (PV)                    |
|  | 16 |                         | Irineia Vieira (PSTU) Irineia Vieira dos Santos                 |                              | Egberto Bonfim (PSTU) Egberto Targino Bonfim          | Partido não coligado - Partido Socialista dos Trabalhadores Unificado (PSTU) |
|  | 12 |                         | Nonato Oliveira (PDT) Raimundo Nonato Marreiros de Oliveira     |                              | João Pedro Costa (PDT) João Pedro Costa               | "Frente de Oposição pela Cidadania" - Partido Democrático Trabalhista (PDT) - Partido dos Trabalhadores (PT) - Partido Popular Socialista (PPS)                                          |
|  | 40 |                         | Serafim Corrêa (PSB) Serafim Fernandes Corrêa                   |                              | Francisco Nascimento (PSB) Francisco Nascimento       | "Frente de Oposição Acorda Manaus" - Partido Socialista Brasileiro (PSB) - Partido da Social Democracia Brasileira (PSDB) - Partido Comunista do Brasil (PCdoB)                          |

## Resultado da eleição

### Prefeito
| 1º Turno 3 de outubro de 1996 | 1º Turno 3 de outubro de 1996 | 1º Turno 3 de outubro de 1996 | 1º Turno 3 de outubro de 1996 |
| Candidato(a)                  | Vice                          | Votação                       | Votação                       |
| Candidato(a)                  | Vice                          | Total                         | Porcentagem                   |
| ----------------------------- | ----------------------------- | ----------------------------- | ----------------------------- |
| Alfredo Nascimento (PPB)      | Omar Aziz (PPB)               | 160.163                       | 34,19%                        |
| Serafim Corrêa (PSB)          | Francisco Nascimento (PSB)    | 134.475                       | 28,71%                        |
| Gilberto Mestrinho (PMDB)     | Orsine Rufino (PMDB)          | 125.119                       | 26,71%                        |
| Nonato Oliveira (PDT)         | João Pedro Costa (PDT)        | 44.285                        | 9,46%                         |
| Irineia Vieira (PSTU)         | Egberto Bonfim (PSTU)         | 1.713                         | 0,37%                         |
| Evandro Carreira (PMN)        | Etelvina Mateus (PMN)         | 1.602                         | 0,34%                         |
| Cândido Honório (PTdoB)       | Jaime Bezerra (PTdoB)         | 671                           | 0,14%                         |
| Danizio Valente (PRTB)        | Joaquim Martins (PRTB)        | 367                           | 0,08%                         |
| Total de votos válidos        | Total de votos válidos        | 468.395                       | 100,00%                       |
| Votos apurados                |                               |                               |                               |
| Votos válidos                 | Votos válidos                 | 468.395                       | 95,12%                        |
| Votos em branco               | Votos em branco               | 4.129                         | 0,84%                         |
| Votos nulos                   | Votos nulos                   | 19.885                        | 4,04%                         |
| Total de votos apurados       | Total de votos apurados       | 492.409                       | 100,00%                       |
| Eleitores                     |                               |                               |                               |
| Comparecimento                | Comparecimento                | 492.409                       | 78,27%                        |
| Abstenções                    | Abstenções                    | 136.665                       | 21,73%                        |
| Total de eleitores            | Total de eleitores            | 629.074                       | 100,00%                       |

| 2º Turno 15 de novembro de 1996 | 2º Turno 15 de novembro de 1996 | 2º Turno 15 de novembro de 1996 | 2º Turno 15 de novembro de 1996 |
| Candidato(a)                    | Vice                            | Votação                         | Votação                         |
| Candidato(a)                    | Vice                            | Total                           | Porcentagem                     |
| ------------------------------- | ------------------------------- | ------------------------------- | ------------------------------- |
| Alfredo Nascimento (PPB)        | Omar Aziz (PPB)                 | 235.508                         | 50,27%                          |
| Serafim Corrêa (PSB)            | Francisco Nascimento (PSB)      | 232.950                         | 49,73%                          |
| Total de votos válidos          | Total de votos válidos          | 468.458                         | 100,00%                         |
| Votos apurados                  |                                 |                                 |                                 |
| Votos válidos                   | Votos válidos                   | 468.458                         | 97,34%                          |
| Votos em branco                 | Votos em branco                 | 2.886                           | 0,60%                           |
| Votos nulos                     | Votos nulos                     | 9.921                           | 2,06%                           |
| Total de votos apurados         | Total de votos apurados         | 481.265                         | 100,00%                         |
| Eleitores                       |                                 |                                 |                                 |
| Comparecimento                  | Comparecimento                  | 481.265                         | 76,50%                          |
| Abstenções                      | Abstenções                      | 147.809                         | 23,50%                          |
| Total de eleitores              | Total de eleitores              | 629.074                         | 100,00%                         |

## Vereadores eleitos
| Número | Vereadores                              | Partido | Votação | Percentual |
| ------ | --------------------------------------- | ------- | ------- | ---------- |
| 13633  | SINESIO DA SILVA CAMPOS                 | PT      | 4.208   | 0,930      |
| 11696  | ARI JORGE MOUTINHO DA COSTA JUNIOR      | PPB     | 4.632   | 1,024      |
| 15611  | VICENTE LOPES DE SOUZA                  | PMDB    | 2.835   | 0,627      |
| 22644  | VITOR GOMES MONTEIRO                    | PL      | 2.408   | 0,532      |
| 44622  | MESSIAS DA SILVA SAMPAIO                | PRP     | 3.089   | 0,683      |
| 12671  | EDILSON GURGEL NORONHA                  | PDT     | 4.578   | 1,012      |
| 33650  | EDMILTON NOBRE DE OLIVEIRA              | PMN     | 2.503   | 0,553      |
| 25644  | ELIUDE BACELAR DE OLIVEIRA              | PFL     | 4.678   | 1,034      |
| 17677  | JOAO BOSCO GOMES SARAIVA                | PSL     | 5.046   | 1,115      |
| 45678  | JOAO LEONEL DE BRITO FEITOZA            | PSDB    | 3.575   | 0,790      |
| 17699  | JOEL PEREIRA SILVA                      | PSL     | 3.316   | 0,733      |
| 11632  | JORGE MAIA DA SILVA                     | PPB     | 5.042   | 1,115      |
| 25678  | NELSON CAVALCANTE CAMPOS                | PFL     | 5.137   | 1,136      |
| 27655  | PAULO JORGE DE SOUZA                    | PSDC    | 3.788   | 0,837      |
| 22622  | FRANCISCO DO NASCIMENTO GOMES           | PL      | 4.270   | 0,944      |
| 14621  | GILSON NASCIMENTO GONZALEZ              | PTB     | 3.205   | 0,708      |
| 22610  | JOSE WANDERLEY DALLAS REI DIAS          | PL      | 4.822   | 1,066      |
| 45666  | LUIS RICARDO SALDANHA NICOLAU           | PSDB    | 8.143   | 1,800      |
| 11699  | MARCOS ANTONIO CAVALCANTE               | PPB     | 5.362   | 1,185      |
| 11666  | ROBSON ROBERTO TIRADENTES               | PPB     | 5.112   | 1,130      |
| 11611  | ROSALINE PINHEIRO DE LIMA               | PPB     | 4.633   | 1,024      |
| 15666  | JOSE ANTONIO VERCOSA DE MADEIROS RAPOSO | PMDB    | 2.965   | 0,655      |
| 45632  | AMAURI BATISTA COLARES                  | PSDB    | 4.792   | 1,059      |
| 14633  | ANA MARIA NASCIMENTO DE OLIVEIRA        | PTB     | 6.170   | 1,364      |
| 14610  | ARTHUR SEIJI ONUKI                      | PTB     | 3.177   | 0,702      |
| 25620  | ISAAC TAYAH                             | PFL     | 3.227   | 0,713      |
| 40666  | JOAQUIM DE LUCENA GOMES                 | PSB     | 2.244   | 0,496      |
| 13611  | FRANCISCO EDNALDO PRACIANO              | PT      | 3.290   | 0,727      |
| 20696  | MARCO ANTONIO SOUZA RIBEIRO DA COSTA    | PSC     | 2.456   | 0,543      |
| 22678  | MARCO RINALDO COLARES LOPES             | PL      | 2.404   | 0,531      |
| 11654  | RENATO ARAUJO DE QUEIROZ                | PPB     | 4.276   | 0,945      |
| 45655  | SERGIO AUGUSTO PINTO CARDOSO            | PSDB    | 2.341   | 0,517      |
| 65656  | VANESSA GRAZZIOTIN                      | PC do B | 16.465  | 3,640      |